# Circo Variano
Circo Variano ou Circo de Varo (em latim: Circus Varianus) era um circo romano situado em Roma, próximo da Basílica de Santa Cruz de Jerusalém e das ruínas do Palácio Sessoriano e do Anfiteatro Castrense, que teria sido construído pelo tempo da dinastia severiana (r. 193–235), talvez pelo imperador Heliogábalo (r. 218–222).

## História
O Circo Variano foi provavelmente construído durante o período da dinastia severiana (r. 193–235), mais precisamente no reinado do imperador Heliogábalo (r. 218–222), como parte do Palácio Sessoriano, um complexo residencial palaciano cuja construção teria sido iniciada pelo imperador Sétimo Severo (r. 193–211) e concluída por Heliogábalo.
Enquanto esteve em funcionamento teria funcionado como área de entretenimento e treinamento militar, mas durante o reinado de Aureliano (r. 270–275) foi incorporado à Muralha Aureliana, provavelmente para evitar a necessidade de demoli-lo e, com isso, baratear e encurtar a operação. O muro de Aureliano passou sobre a pista do circo, a 100 metros do portão de partida, fazendo com que apenas 20% do edifício permanecesse dentro da cidade murada.

## Arquitetura
Inicialmente somente sabia-se de sua existência mediante menção na biografia de Heliogábalo presente na História Augusta, muito embora seu nome seja uma acepção moderna feita através do nome gentilício do imperador. Desde escavações realizadas em vários pontos na área, a mais recente delas ocorrendo em 1959, descobriu-se inúmeros vestígios do prédio.
O último alongamento da ponte da aqueduto de Água Feliz está sobre o muro norte do circo, enquanto seu esfêndono estendeu-se para próximo da moderna Via Alcamo. Ele teria aproximadamente 565 metros de comprimento e 125 de largura, fazendo-o ligeiramente menor que o Circo Máximo, porém mais largo que o Circo de Magêncio.
O Obelisco de Antínoo (mais tarde chamado Obelisco do Píncio) foi transportado do Egito e erguido na Via Labicana em homenagem ao jovem Antínoo, um favorito do imperador Adriano (r. 117–138), em torno de 110-130 antes de ser transferido ao Sessório e instalado da espinha do Circo Variano.